# 上山典男
上山 典男（かみやま のりお、1959年4月1日 - ）は、日本の技術者、実業家。日本ケミコン株式会社代表取締役社長を経て、同社代表取締役会長（現職）。

## 人物・経歴
北海道旭川市出身。
- 1983年 - 北海道大学理学部卒業。
同年日本ケミカルコンデンサー入社[1][2]。
- 2004年11月 - 技術センター固体技術部長。
- 2009年8月 - 品質保証センター長。
- 2012年6月 - 取締役CQO兼品質保証本部長。
- 2014年6月 - 上席執行役員CTO兼技術本部長。
- 2019年6月 - 代表取締役社長[2][3]。
- 2025年4月 - 代表取締役会長（現職）[4]